# Heinz Jost
Heinz Jost (Heinrich Maria Karl Jost), född 9 juli 1904 i Holzhausen, död 12 november 1964 i Bensheim, var en tysk promoverad jurist och SS-general. Han var bland annat verksam vid Reichssicherheitshauptamt (RSHA), Tredje rikets säkerhetsministerium. Från mars till september 1942 var han befälhavare för Einsatzgruppe A, en mobil insatsgrupp som opererade i Baltikum. Jost uppnådde tjänstegraden Brigadeführer 1939.

## Biografi
Heinz Jost var son till en apotekare. Under gymnasieåren var Jost medlem i den nationalliberala organisationen Jungdeutscher Orden.
Jost studerade rättsvetenskap och nationalekonomi vid universiteten i Giessen och München. Han promoverades till juris doktor efter att ha lagt fram avhandlingen Probleme der Selbstkostenberechnung in Krankenhausbetrieben.
Senare var han verksam vid distriktsdomstolen i Darmstadt. I februari 1928 inträdde Jost i Nationalsocialistiska tyska arbetarepartiet (NSDAP) och året därpå i Sturmabteilung (SA) och blev Ortsgruppenleiter i Lorsch, Biblis och Bensheim. Den 30 januari 1933 utnämndes Adolf Hitler till tysk rikskansler. I mars samma år utsågs Jost till polischef i Worms och i september till polisdirektor i Giessen. Jost lärde känna Werner Best som introducerade honom i Sicherheitsdienst (SD), NSDAP:s underrättelsetjänst. Jost blev medlem i Schutzstaffel (SS) i juli 1934. Han ledde avdelning III (Ausland-SD) inom SD-Hauptamt, som fick avdelningsbeteckningen VI när Reichssicherheitshauptamt (RSHA) bildades i september 1939. Denna avdelning var ansvarig för SD:s underrättelsetjänst i utlandet.
I juli 1936 utbröt spanska inbördeskriget. Franco begärde hjälp från Tyskland att organisera en säkerhetstjänst för att mer effektivt kunna bekämpa de spanska kommunisterna. I november 1937 reste Jost med ett team SD-män till Spanien och kom att knytas till Ministeriet för allmän ordning. Jost återvände till Tyskland i februari 1938, men han lämnade kvar tre SD-funktionärer, vilka hjälpte till att bygga upp Francos polisadministration, politiska polis och kriminalpolis.
I början av oktober 1938 annekterade Tredje riket Sudetlandet. Jost förde då befälet över Einsatzgruppe Dresden, vilken bland annat hade i uppgift att gripa fiender till Tredje riket samt ta över tjeckiska polisstationer.

### Andra världskriget
I god tid före krigsutbrottet den 1 september 1939 kallade Reinhard Heydrich, chef för Sicherheitspolizei (Sipo) och SD, till ett möte i Berlin. Inbjudna var, förutom Heydrichs adjutant Hans-Hendrik Neumann, Jost, Best, Heinrich Müller, Walter Schellenberg och Helmut Knochen. Syftet med mötet var bland annat att planera handlingsplanen för de insatsgrupper, vilka skulle följa de avancerande tyska trupperna in i Polen. Jost fick i order att informera amiral Wilhelm Canaris, chefen för Abwehr, att dennes myndighet skulle samarbeta med SD inför angreppet.
I mars 1942 avskedades Jost från sin post som chef för avdelning VI inom RSHA, bland annat för att han inte hade velat utveckla avdelningen på det sätt som Heydrich hade förordat; Walter Schellenberg blev hans efterträdare. Schellenberg, som hade varit Josts ställföreträdare, hade av Heydrich fått i uppgift att i lönndom möjliggöra Josts avsked.

#### Einsatzgruppe A
Heydrich gav inför Operation Barbarossa, anfallet på Sovjetunionen i juni 1941, Einsatzgruppen i uppgift att döda alla judar, ryska politiska kommissarier, så kallade politruker, samt partisaner. Einsatzgruppen var indelade i fyra huvudgrupper (A-D) och opererade från Baltikum i norr till Svarta havet i söder. I Baltikum och Sovjetunionen deltog även personer ur lokalbefolkningen i massmordet på judarna. I Ukraina utmärkte sig lokala milisgrupper och hjälppolisbataljoner för sin brutalitet.
I mars 1942 stupade befälhavaren för Einsatzgruppe A, Walter Stahlecker, och på begäran av Heydrich efterträdde Jost då denne. Einsatzgruppe A, en mobil insatsgrupp, organiserade massmord på judar i Estland, Lettland och Litauen. Därjämte beklädde Jost posten som befälhavaren för Sicherheitspolizei och SD (Befehlshaber der Sicherheitspolizei und des SD, BdS) i Ostland med säte i Riga.
Einsatzgruppe A:s högkvarter var beläget i Krasnogvardejsk. Under den tid som Josts ämbetsområde lydde under militärförvaltning samarbetade han med befälhavaren för Armégrupp Nord, Georg von Küchler. När Josts område sedan kom under civil förvaltning, mottog Jost sina order från den Högre SS- och polischefen i Ostland och Rußland-Nord, Friedrich Jeckeln. Enligt rapport nummer 195 hade Einsatzgruppe A avrättat 1 272 personer i slutet av april 1942.
Jost avlöstes som befälhavare i september 1942 och kom därefter att tjänstgöra vid Riksministeriet för de ockuperade östområdena, som leddes av Alfred Rosenberg. Jost blev förbindelseofficer mellan Rosenberg och Ewald von Kleist, armébefälhavare i södra Ryssland. Enligt Josts egen uppgift innehade han denna post fram till den 15 april 1944, då han på grund av meningsskiljaktigheter med Reichsführer-SS Heinrich Himmler förflyttades till Waffen-SS (SS-Panzerjäger-Ausbildungs- und Ersatz-Abteilung Rastenburg) med tjänstegraden Unterscharführer (korpral) der Reserve. Anledningen till Josts degradering var, enligt honom själv, att han hade konfronterat överordnade, Jeckeln, Heydrich och Himmler, med det faktum att manskapet inom Einsatzgruppe A hade farit psykiskt illa av att arkebusera män, kvinnor och barn. Himmler hade endast hänvisat till att en order är en order. I juli 1944 frikallades Jost från Waffen-SS på grund av artros, yrselanfall och synrubbningar.

### Rättegång

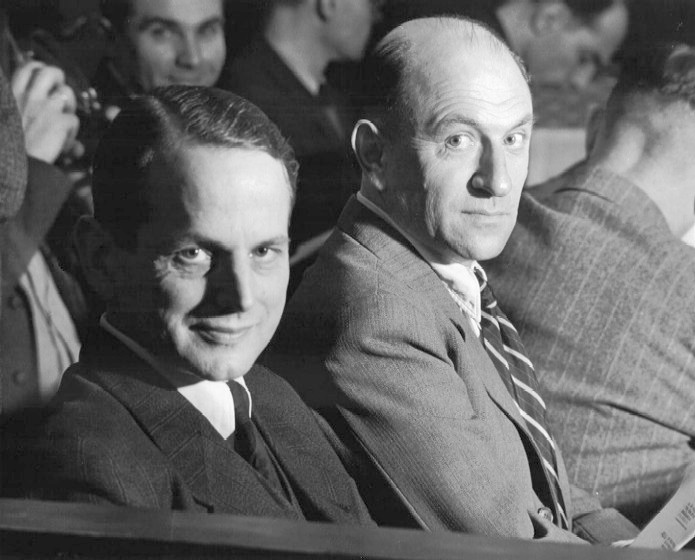
Heinz Jost (till höger) och Otto Ohlendorf vid Einsatzgruppenrättegången.

Jost greps i Gardelegen i april 1945. Vid Einsatzgruppenrättegången 1947–1948 bedyrade Jost att han inte mindes att några massavrättningar ägde rum under hans tid som befälhavare för Einsatzgruppe A. Bevisen talade dock mot honom och domstolen drog slutsatsen att han endast kom med undanflykter. Den 15 juni 1942 skrev en av Josts underordnade ett brev till RSHA och begärde en gasvagn till Vitruthenien. Jost förnekade kännedom om detta brev, men rätten ansåg det vara orimligt att Jost inte hade känt till anskaffandet av detta tämligen ovanliga fordon. Jost åtalades även för att ha försett den befullmäktigade för den tyska arbetsinsatsen, Gauleiter Fritz Sauckel, med tiotusentals tvångsarbetare. Jost dömdes den 10 april 1948 till livstids fängelse för krigsförbrytelser och brott mot mänskligheten. Straffet omvandlades 1951 till 10 års fängelse, men hans släpptes redan i december samma år. Därefter arbetade han som fastighetsmäklare i Düsseldorf.

## Befordringshistorik i SS
Heinz Josts befordringshistorik
- Sturmbannführer: 28 juli 1934
- Obersturmbannführer: 20 april 1935
- Standartenführer: 20 april 1936
- Oberführer: 20 april 1937
- Brigadeführer und Generalmajor der Polizei: 20 april 1939

## Utmärkelser
Heinz Josts utmärkelser
- Nürnbergska partidagsutmärkelsen (i åminnelse av Partidagarna i Nürnberg 1929)
- NSDAP:s partitecken i guld
- NSDAP:s tjänsteutmärkelse i brons
- NSDAP:s tjänsteutmärkelse i silver
- SS tjänsteutmärkelse
- SS-Zivilabzeichen
- SS Hederssvärd
- SS-Ehrenring (Totenkopfring)
- SS-Julleuchter
- SA:s idrottsutmärkelse i brons
- Tyska Olympiska Hederstecknet